# Яковлєва Неллі Іллівна
Неллі Іллівна Яковлєва (нар. 21 червня 1985, м. Новосибірськ, Росія) — українська політична аналітикиня, фахівчиня у галузі конфліктного менеджменту. Народна депутатка України 9-го скликання.

## Життєпис
Закінчила філософський факультет Київського національного університету імені Тараса Шевченка (спеціальність «Політологія»). Магістр політології.
Кандидат політичних наук (тема дисертаційного дослідження: «Пропаганда як складова політичної комунікації»).
Керівна партнерка компанії Ukrainian Politconsulting Group. Викладає у Київському політехнічному інституті.
Працює у політичній сфері з 2004 року. Яковлєва обіймала посади у політичних партіях, громадських і благодійних організаціях.
Кандидатка у народні депутати від партії «Слуга народу» на парламентських виборах 2019 року, № 113 у списку. На час виборів: викладачка Національного технічного університету України «Київський політехнічний інститут імені Ігоря Сікорського», безпартійна. Проживає в м. Києві.
Заступниця голови Комітету Верховної Ради з питань прав людини, деокупації та реінтеграції тимчасово окупованих територій у Донецькій, Луганській областях та Автономної Республіки Крим, міста Севастополя, національних меншин і міжнаціональних відносин, голова підкомітету з питань гендерної рівності і недискримінації.
22 Липня 2025 року проголосувала за проєкт закону 12414, що обмежує Національне антикорупційне бюро України та Спеціалізовану антикорупційну прокуратуру. Закон викликав хвилю антикорупційних протестів.